# ميتسو دان
ميتسو دان (باليابانية: 壇蜜) ممثلة وعارضة يابانية. اسمها الحقيقي هو شيزوكا سايتو (باليابانية: 齋藤 支靜加). ولدت يوم 3 كانون الأول 1980 في مدينة يوكوته، محافظة أكيتا.

## حياتها
ميتسو دان من مواليد يوم 3 كانون الأول/ديسمبر 1980 في محافظة اكيتا، اليابان. بعد التخرج من جامعة شوا للنساء، حصلت على شهادة تدريس، وعملت في صالة جنازات، وحاولت فتح متجر حلويات لكنها فشلت، وعملت كمضيفة في نادي بمنطقة غينزا قبل أن تصبح عارضة في عام 2010.

## أعمالها

### مسلسلات
| السنة | المسلسل               | الدور |
| ----- | --------------------- | ----- |
| 2012  | Tokumei Tantei        |       |
| 2013  | Otenki Onee-san       |       |
| 2013  | هانزاوا ناوكي         |       |
| 2014  | Hanako to Anne        |       |
| 2014  | Coffee-ya no Hitobito |       |
| 2014  | Black President       |       |
| 2014  | Arasa-chan Mushūsei   |       |
| 2014  | Ore no Dandyism       |       |
| 2016  | دم الغراب             |       |

## روابط خارجية
- ميتسو دان على موقع IMDb (الإنجليزية)
- ميتسو دان على موقع ميوزك برينز (الإنجليزية)
- ميتسو دان على موقع قاعدة بيانات الفيلم (الإنجليزية)